# Porsche-Diesel

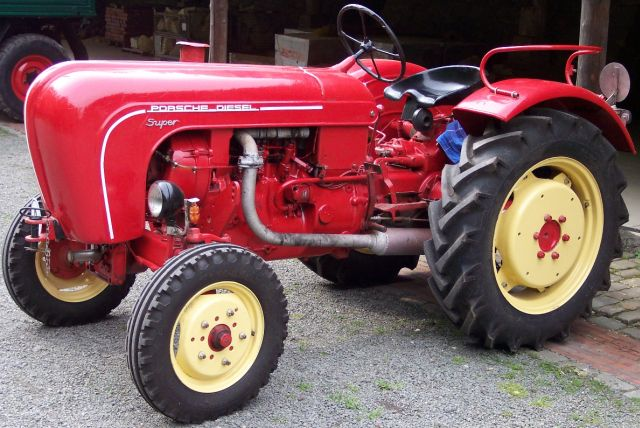
Porsche Diesel Super

Porsche-Diesel est un ancien fabricant allemand de tracteurs agricoles actif entre 1956 et 1963. Ses tracteurs étaient produits à Friedrichshafen-Manzell, sur les bords du Lac de Constance.

## Histoire
L'histoire commence en 1938 avec l'idée, comme pour la Volkswagen, d'un tracteur du peuple (Volksschlepper).
Ferdinand Porsche s'est toujours intéressé au matériel agricole. C'était l'une de ses premières passions lorsque l'Europe était encore majoritairement agricole : il pense alors à développer un engin capable de remplacer les chevaux et les bœufs. Son premier « tracteur » est en 1914 un tracteur d'artillerie. 
Afin de motoriser l'agriculture allemande, Adolf Hitler et Ferdinand Porsche s'entretiennent au sujet d'un tracteur du peuple en 1937. Il s'agit d'un concept similaire à la voiture du peuple, afin de permettre aux petites exploitations allemandes de profiter de la motorisation. Hitler déclara : « Pourquoi pas un tracteur peu onéreux, produit à la chaîne ».
Dans ses cahiers, Porsche note plusieurs impératifs : « Le tracteur devra avoir un prix bas. Deuxièmement, il devra avoir un faible coût de maintenance. Troisièmement, il devra avoir une utilisation universelle. Ainsi qu'être puissant, fiable et robuste. »
Le développement débute le 24 novembre 1937 et continue pendant plus d'une année. Le premier exemplaire est présenté en action en janvier 1939. En tout sept versions sont produites. La recherche s'effectue en association avec l'école agricole de Hohenheim où les ingénieurs de Porsche expérimentent diverses solutions techniques, divers types et cylindrées de moteurs, différentes boîtes de vitesses et différents systèmes d'attache d'équipement agricole qui sont testés dans les fermes aux alentours de Stuttgart. Certains prototypes avaient un moteur avec cylindres en V, d'autres avaient des cylindres en ligne, certains étaient à deux temps, d'autres à quatre temps.
En 1937 naît de ces études un prototype ressemblant à un kart doté d'un bicylindre en V de 12 ch refroidi par air.
Après la guerre, Erwin Allgaier, de la compagnie Allgaier Werke (de), constructeur d'outils agricoles et fabricant de pièces en tôle du Bade-Wurtemberg, s'intéresse au projet de tracteur du peuple. En 1949, après un accord commun sort le Allgaier Porsche 17 avec deux cylindres et 18 ch. Les deux constructeurs conçoivent même un tracteur spécialement étudié pour les plantations de caféiers brésiliennes, l'Allgaier-Porsche AP 312. 
Jusqu'en 1956 seront produits des tracteurs dont le célèbre A 22 dit bouillotte.
La société Porsche-Diesel-Motorenbau-GmbH est fondée le 1er janvier 1956 et s'implante à Friedrichshafen.

### Chronologie
- 1934  Dessin initial et production de trois véhicules test.
- 1937 Demande du gouvernement allemand de production d'un tracteur du peuple.
- 1950 Allgaier commence la production de l'AP 17, tracteur en aluminium avec un design Porsche, un deux cylindres refroidi par air de 18 chevaux.
- 1951  Décès de Ferdinand Porsche.
- 1953 Début des tracteurs Allgaier de couleur verte, gamme de 4 modèles de 11, 22, 22 et 44 chevaux. Allgaier arrête la production de ses modèles refroidis par eau.
- 1954 Vente record qui requiert de grands moyens de production.
- 1956 Nouveau moyen de production à Friedrichshafen-Manzell dans les anciennes usines Dornier/Zeppelin.
- 1956 Production d'une nouvelle ligne de tracteurs Porsche-Diesel rouges : Junior, Standard, Super et Master (14 ch, 25 ch, 38 ch, 50 ch )
- 1957 Production de 11 000 unités et export d'environ 6 000 unités ; accords avec Deutz pour partager diverses pièces.
- 1958 Production d'environ 20 000 tracteurs : Porsche-Diesel se hisse à la seconde place des fabricants de tracteur en Allemagne derrière Deutz.
- 1959 Évolution des tracteurs avec de nouvelles déclinaisons et une puissance à la hausse 15-20-26-30-35-55 cv.
- 1960 Production de 10 000 unités et export d'environ 6 000 unités ; apparition d'un système hydraulique Bosch, retouches esthétiques et système de régulation.
- 1962 Mannesmann AG décide d'interrompre la production de tracteurs Porsche-Diesel.
- 1963 Le dernier tracteur est produit à la fin de l'année, cependant de nombreux tracteurs ont été assemblés à l'air libre, parce que les installations de fabrication ont été utilisées pour produire des moteurs diesel légers pour les tanks de l'OTAN.

## Modèles de tracteur
Plusieurs modèles de tracteur ont été construits, dotés de un à quatre cylindres.
Chaque type d'engin était décliné en plusieurs versions :
- N= version normale (aussi appelée K, kurz)
- V= version dépouillée sans relevage notamment. Cette version se reconnait à l'autocollant qui remplace l’emblème de la marque.
- S= version étroite (schmalspur) destinée aux exploitations viticoles et horticoles.
- L= version longue destinée à accrocher des outils sous le tracteur.

### Monocylindre

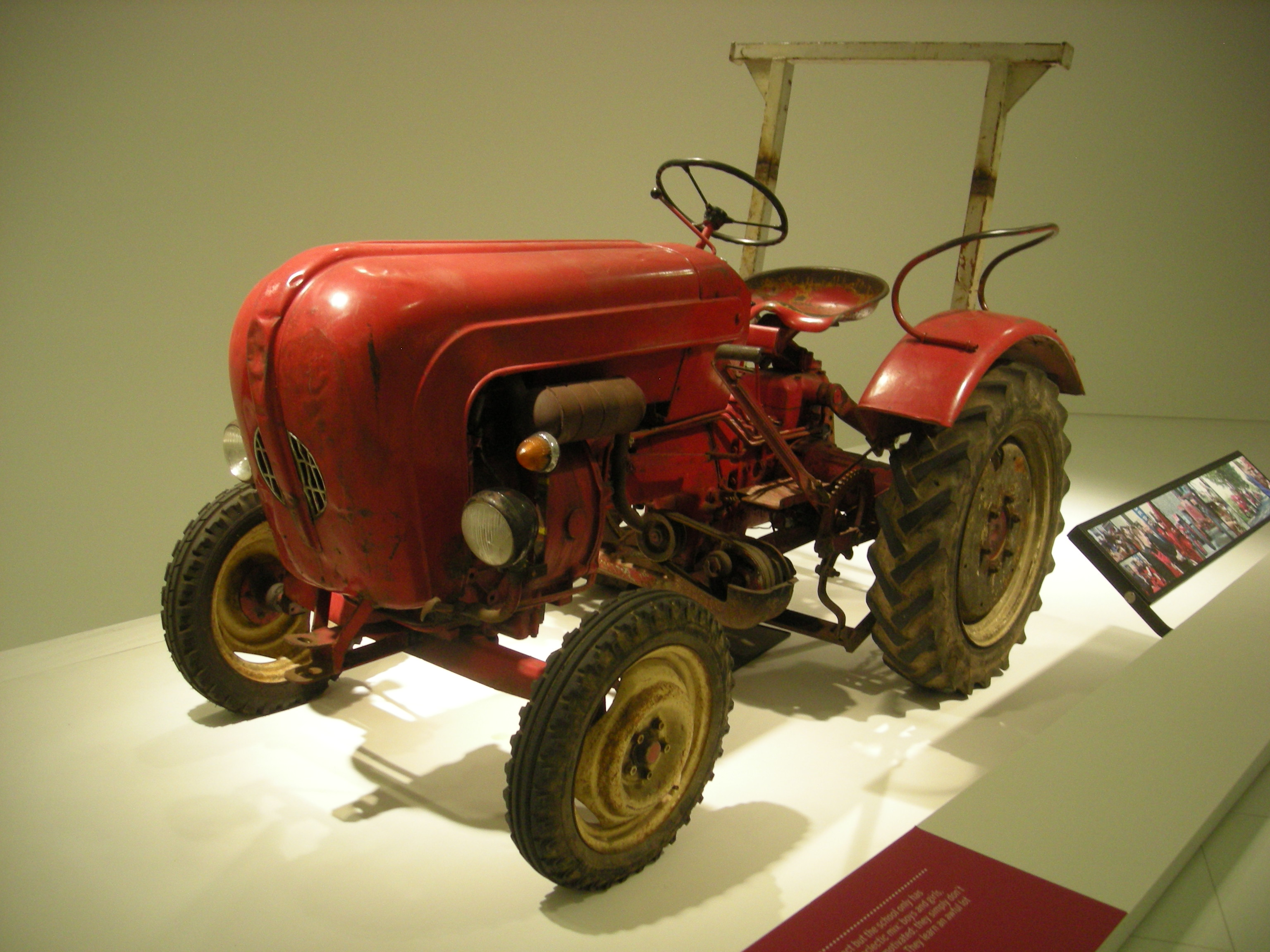
Un Porsche Junior exposé au Porsche Museum de Stuttgart.

Le Porsche Junior était le tracteur monocylindre de la firme, héritier technique de l'Allgaier A111.
- p. 111 : 12 ch
- Junior:
  - 108 : 14 ch
  - 109 : 15 ch

### Deux cylindres
Le Porsche Standard était le tracteur bicylindre de la firme, il est l'héritier technique de l'Allgaier A122.
- AP 16 - 18 ch
- AP 17 - 18 ch
- AP 18 - 18 ch
- AP 22 - 22 ch
- p. 122 - 22 ch
- Standard :
  - AP - 20 ch
  - AP - 22 ch
  - 208 - 25 ch
  - 218 - 25 ch
  - T 217 - 20 ch
  - Star 238 - 26
  - Star 219 - 30 ch

### Trois cylindres
Le Porsche Super était le tracteur tricylindre de la firme, il est l'héritier technique de l'Allgaier A133.
- p. 133 - 33 ch
- Super:
  - 308 - 38 ch
  - 309 - 40 ch
  - 318 - 40 ch
  - 319 - 40 ch
  - Export 329 - 35 ch
  - 339 - 30 ch

### Quatre cylindres

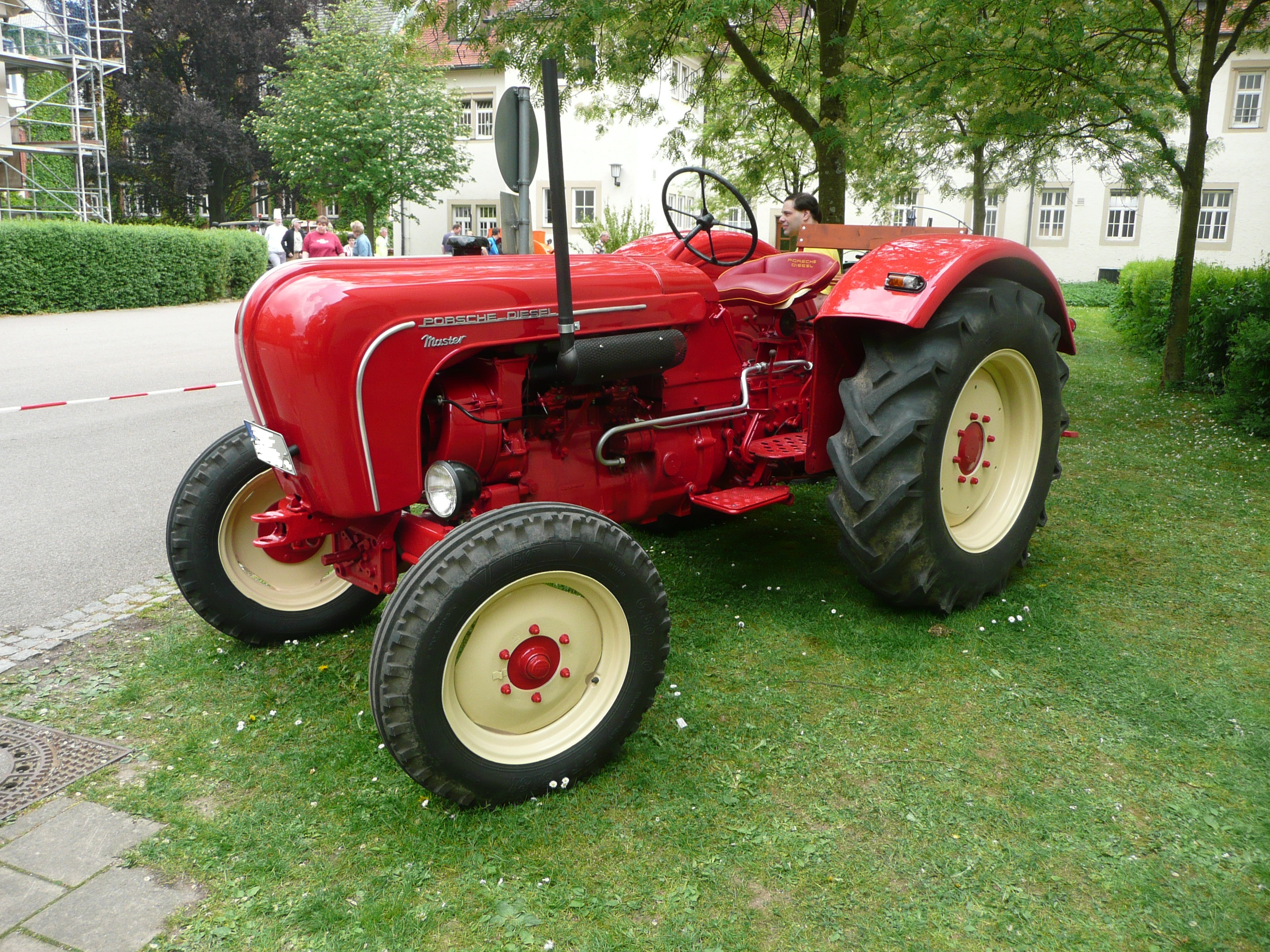
Porsche Diesel 419.

Tracteur le plus puissant de la firme, le Porsche Master était l'héritier de l'Allgaier A144.
- p. 144 - 44 cv
- Master :
  - 408 - 50 cv
  - 409 - 50 cv
  - 418 - 50 cv
  - 419 - 50 cv
  - 428 - 50 cv
  - 429 - 50 cv